# Johann Bayer

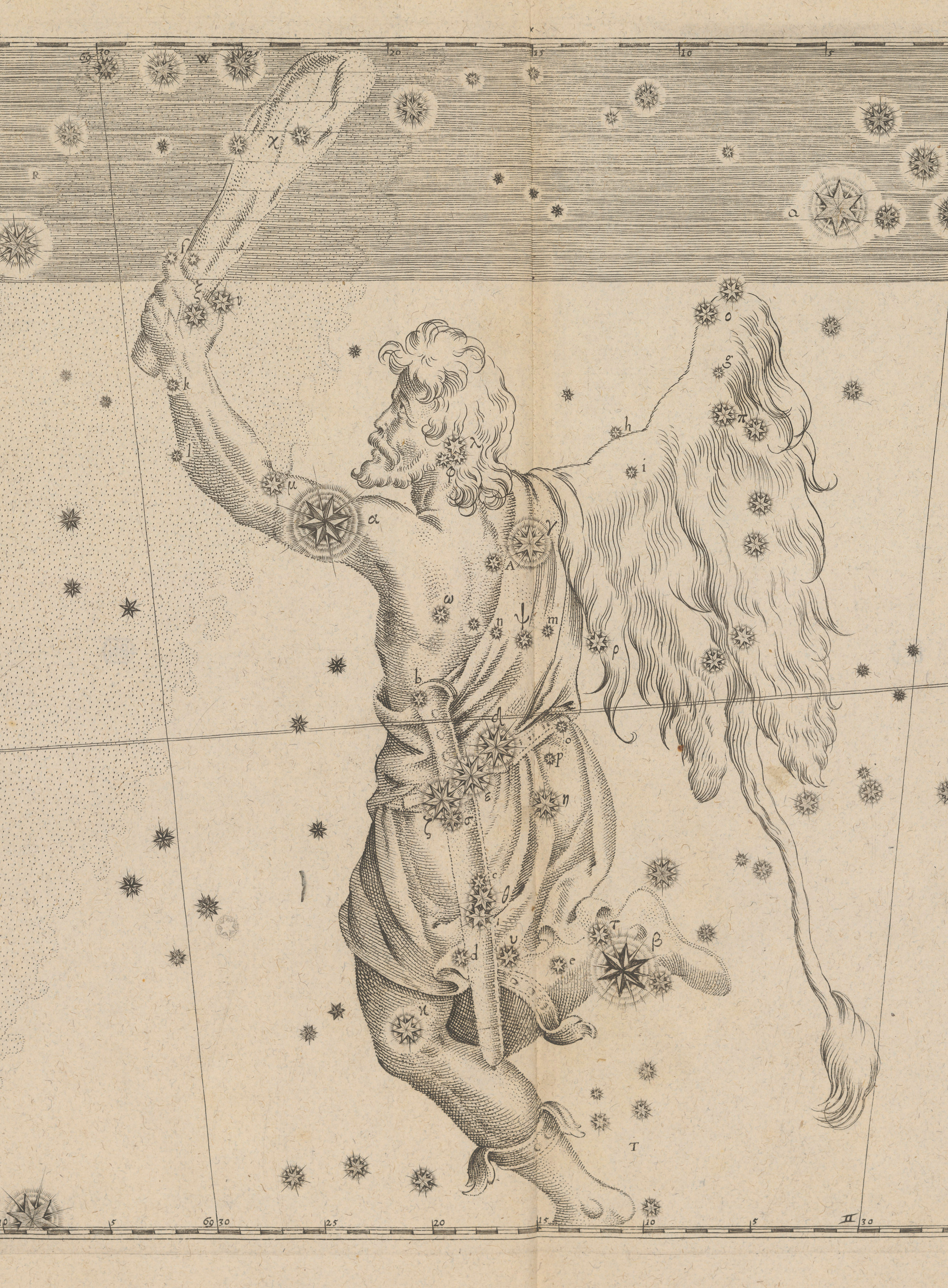
Stjärnbilden Orion ur Johann Bayers stjärnatlas Uranometria.

Johann Bayer, född 1572 i Rain, död 7 mars 1625 i Augsburg, var en tysk astronom. Han har blivit känd främst för sin stjärnatlas Uranometria, utgiven 1603.

## Biografi
Johann Bayer föddes i staden Rain i Bayern 1572. Han studerade filosofi vid universitetet i Ingolstadt 1592 och flyttade senare till Augsburg där han 1612 blev utsedd till stadsjurist. Han dog ogift 1625 och begravdes på Augsburgs katolska kyrkogård. Nästan allt som är känt om Bayer kommer från texten på gravstenen.

## Uranometria
Bayer var en engagerad amatörastronom som var väl bekant med äldre stjärnkartor. Standardverket på hans tid var italienaren Alessandro Piccolominis De le stelle fisse (1540), en atlas som Bayer beslöt att uppdatera med fler stjärnor och tydligare bilder. Piccolominis atlas baserades på Ptolemaios gamla stjärnkatalog Almagest från 100-talet. Den var omständlig och ledde ibland användaren till fel stjärna. Bayer kunde utnyttja Tycho Brahes nya stjärnkatalog för norra halvklotet kompletterad med några stjärnbilder från södra halvklotet som den nederländske navigatören Pieter Dirchszoon Keyser hade beskrivit. Piccolominis atlas var illustrerad med träsnitt, Bayers med tydligare kopparstick. 
Johann Bayers stjärnatlas Uranometria utkom 1603. Han vidareutvecklade där ett system för nomenklatur som redan Piccolomini hade använt. Inom varje stjärnbild tilldelade Bayer varje enskild stjärna en grekisk bokstavsbeteckning. Om det grekiska alfabetets bokstäver inte räckte till fortsatte han med latinska. I stjärnbilden Orion kallades således Betelgeuse α (alfa) Orionis och Rigel β (beta) Orionis. Dessa Bayerbeteckningar lever vidare än idag. 
Man har ofta antagit att Bayer lät den ljusaste stjärnan heta α, den näst ljusaste β etc men det stämmer inte alltid. Exempelvis lyser Rigel något starkare än Betelgeuse. Dessutom finns det stjärnor med variabel ljusstyrka. 
Bayer använde en projektion där latitud visades med räta linjer på jämna avstånd och longitud med snedställda linjer.
Några år efter utgivningen av Uranometria började Gallileo Gallilei och andra astronomer att rikta teleskop mot stjärnhimlen. Man upptäckte då en mängd nya stjärnor och kunde positionsbestämma dem med högre noggrannhet. Bayers atlas kom därför snabbt att behöva kompletteras med nya stjärntabeller. Ändå utgavs nya tryck av kopparplåtarna, ibland konstfullt färglagda.
Vid sidan av Uranometria var Johann Bayer delaktig i Julius Schillers verk Coelum stellatum Christianum, en stjärnatlas som utkom 1627. I denna hade de klassiska stjärnbilderna ersatts av gestalter ur bibeln och kyrkohistorien.

### Stjärnbilder ur Uranometria

Orion
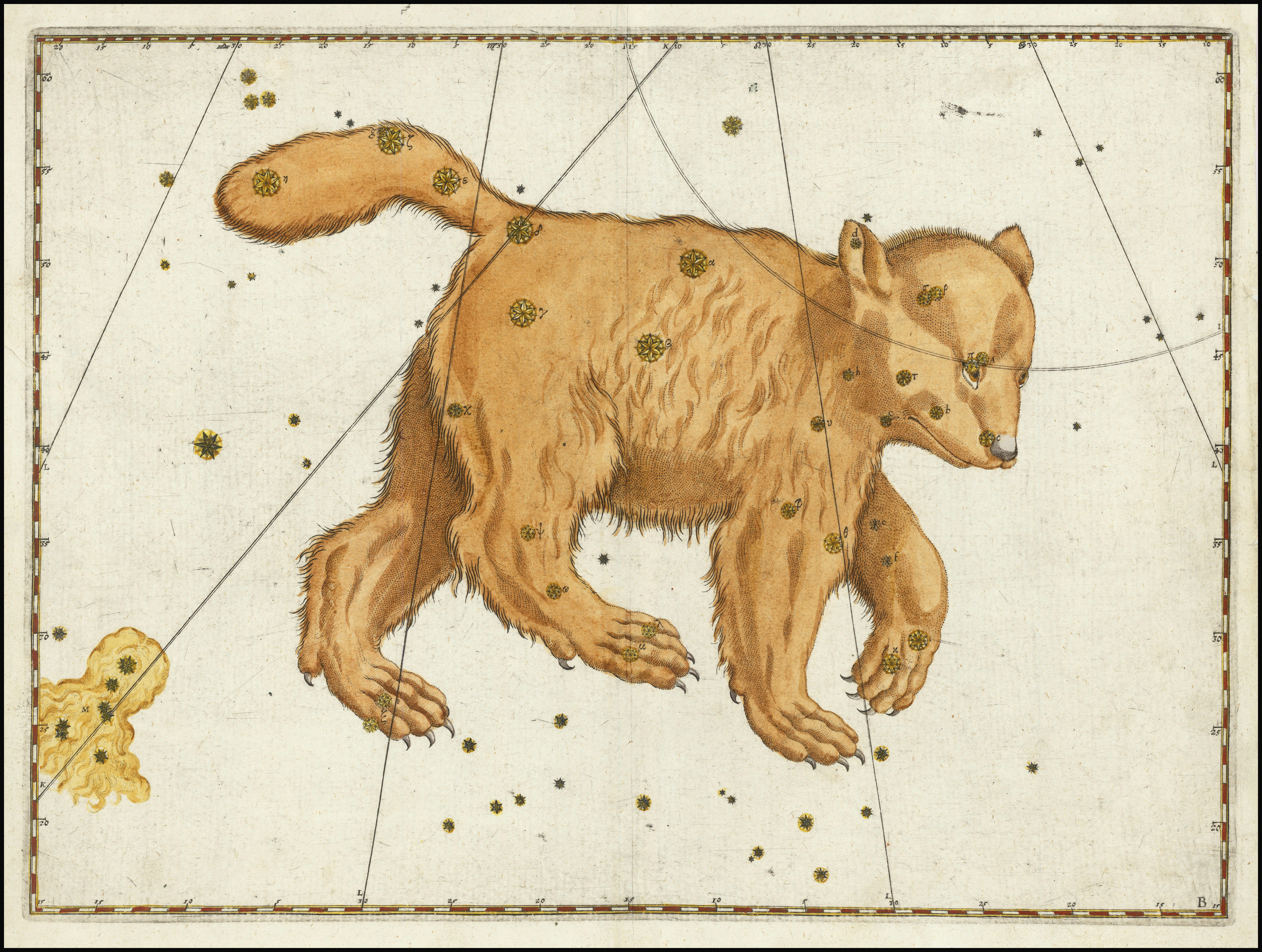
Ursa Major, Stora Björn, med Karlavagnen uppe till vänster
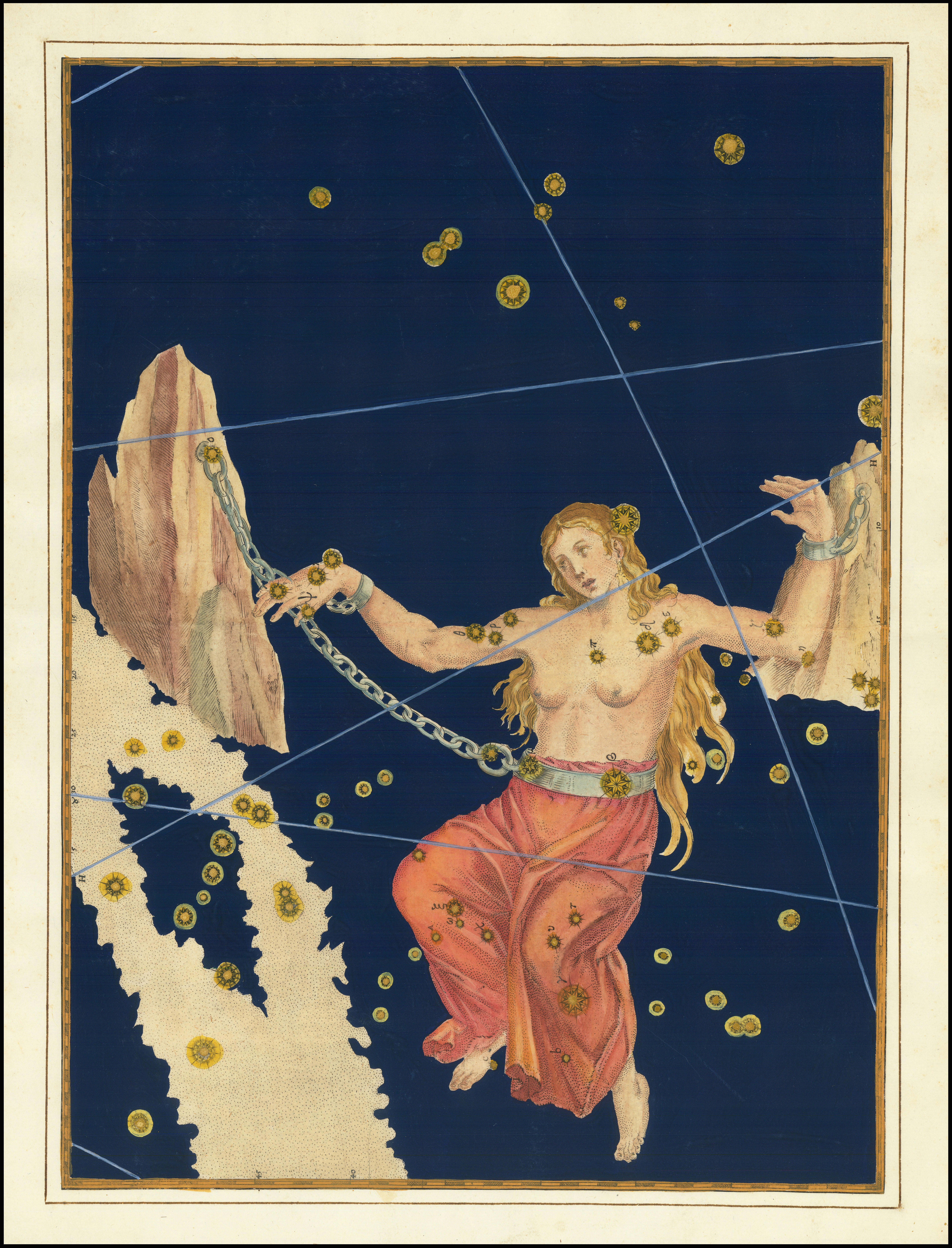
Andromeda
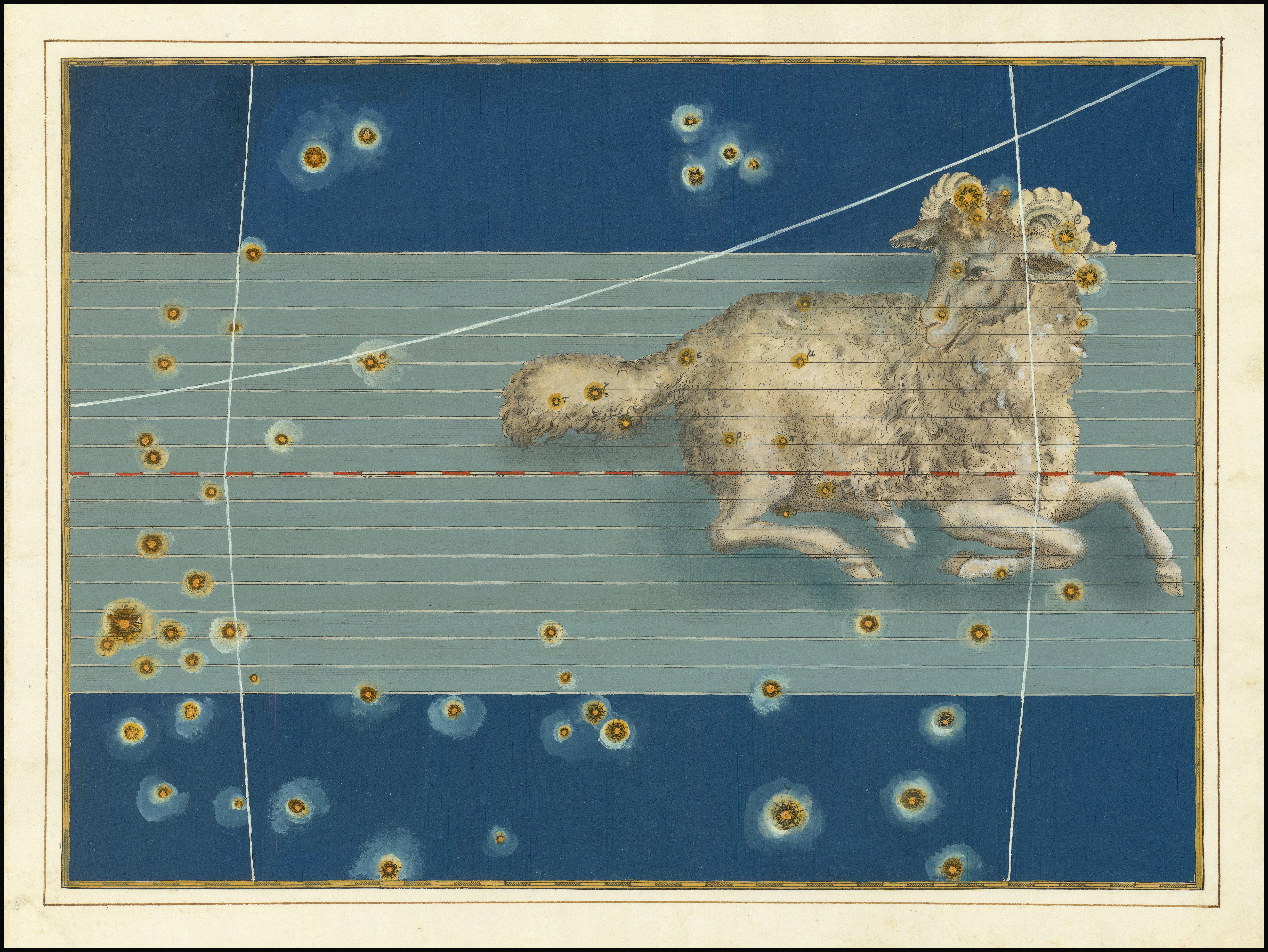
Väduren

## Krater på månen
En krater på månen är uppkallad efter Johann Bayer. Ett antal mindre kratrar har fått namnen Bayer A, Bayer B, Bayer C etc.